# حسن احمدی گیوی
حسن احمدی گیوی (۱ بهمن ۱۳۰۶ در گیوی – ۲۶ اردیبهشت ۱۳۹۱ در تهران) نویسنده، پژوهش‌گر، ادیب و استاد دانشگاه بود. او مدرک دکتریِ خود را در رشتهٔ زبان و ادبیات فارسی از دانشگاه تهران دریافت کرد و سال‌ها در این دانشگاه و دانشگاه‌های دیگر، از جمله در دانشگاه علامه طباطبایی، دانشگاه آزاد واحدهای شمال و خلخال تدریس کرد. احمدی گیوی از معروف‌ترین شاگردان بدیع‌الزمان فروزانفر بود. او بیش از چهار دهه با موسسهٔ لغت‌نامهٔ دهخدا همکاری داشت. بیش از ۵۰ جلد کتاب در حوزهٔ دستور زبان و ادبیات فارسی از وی منتشر شده‌است.
او در سال ۱۳۹۱ در رشتهٔ ادبیات، به‌عنوان چهرهٔ ماندگار انتخاب شد.

## زندگی و مدارج علمی
حسن احمدی گیوی در سال ۱۳۰۶ خورشیدی در شهر گیوی، استان اردبیل دیده به جهان گشود. دوره ابتدایی را در مدرسه ناصری خلخال گذراند. سپس در رشتهٔ فلسفه مدرک کارشناسی ارشد دریافت کرد. احمدی گیوی در رشتهٔ ادبیات فارسی از دانشگاه تهران دکتری گرفت. او در سال ۱۳۶۶ از دانشگاه تهران بازنشسته شد.
حسن احمدی گیوی در صبح روز سه‌شنبه ۲۶ اردیبهشت‌ماه ۱۳۹۱ بر اثر ایست قلبی در ۸۵ سالگی در منزل خود درگذشت.
احمدی گیوی در سال ۱۳۴۰، با راهنمایی محمد معین، استاد راهنما، رسالهٔ دکتریِ خود با عنوان «اقسام فعل به‌اعتبار زمان» را برگزید، ولی کارِ تدوینِ آن شش سال به درازا کشید و با درگذشت معین، محمد مقدم استاد راهنمای او شد و سرانجام در سال ۱۳۴۶ از رساله‌اش را دفاع کرد. پس از چندی، انتشارات دانشگاه تهران قرارداد چاپ آن را یک‌طرفه لغو کرد و احمدی گیوی، ۳۸ سال برای تکمیل آن تلاش کرد تا اینکه در سال ۱۳۸۰ آن را با نام دستور تاریخیِ فعل توسط نشر قطره در تهران چاپ و منتشر شد.

## فعالیت‌های ادبی
- مؤلف بیش از پنجاه جلد کتاب در زمینهٔ ادبیات فارسی
- آغاز به کار تألیف کتاب دستور تاریخی فعل در سال ۱۳۴۲ به پیشنهاد دکتر محمد معین
- نگارش دستور زبان ترکی
- انتخاب به عنوان نویسندهٔ کتاب برتر سال از سوی وزارت فرهنگ و ارشاد اسلامی برای دستور تاریخی فعل
- بیش از چهار دهه فعالیت پژوهشی در مؤسسه لغت‌نامه دهخدا
- نگارش ۲۴ جزوه از ۲۲۲ جزوه‌ مجموعه لغت‌نامه دهخدا
- ویرایش و همکاری در تدوین فرهنگ سخن[۹][۱۰]

## آثار
- آیین پژوهش و مرجع‌شناسی
- از فن نگارش تا هنر نویسندگی
- دستور تطبیقی زبان ترکی و فارسی
- دستور تاریخی فعل
- شوریده و بی‌قرار
- گزیدهٔ اشعار و مقالات دهخدا
- دستور زبان فارسی ۱ و ۲. تهران: انتشارات فاطمی
- گلستان سعدی، مقدمه، شرح و تعلیقات. تهران: سازمان چاپ و انتشارات وابسته به اوقاف و امور خیریه، چاپ اول، ۱۳۸۶